# 蔑兀真笑里徒
蔑兀真笑里徒（？—1196年），又称蔑古真薛兀勒图，12世纪蒙古草原塔塔儿部的首领。
塔塔儿部原臣属金朝。1195年，抢走了北征还朝的金国左丞相夹谷清臣的羊马辎重，拒绝向金国赎罪。1196年，金国右丞相完颜襄在克鲁伦河大败塔塔儿部，铁木真、王罕、金国完颜安国联军攻击他所在的乌勒吉河，蔑兀真笑里徒被铁木真擒获杀死。塔塔儿部一蹶不振。